# Tarsolepis captura
Tarsolepis captura är en fjärilsart som beskrevs av Alexander Schintlmeister 1997. Tarsolepis captura ingår i släktet Tarsolepis och familjen tandspinnare. Inga underarter finns listade i Catalogue of Life.